# Ed (Unix)
Ed es un editor de texto estándar de Unix y sus derivados. La versión original fue escrita en lenguaje ensamblador de PDP-11/20 en 1971 por Ken Thompson.
Ed contiene una de las primeras implementaciones de expresiones regulares. Fue influenciado por el editor QED de Berkeley. Ed influenció a su ex y este a su vez a vi.
Ed es un editor de consola por lo que no tiene modo gráfico, esto es de gran utilidad en teletipos, módems y aparatos parecidos o que tengan pocos recursos de hardware. 
Actualmente casi no se utiliza, ha sido sustituido por editores en modo gráfico como vi y emacs, aunque a veces es el único editor disponible porque ed se encuentra en casi todos los sistemas Unix.
Este editor ha sido imitado en otros sistemas operativos, por lo que algunos editores de consola tienen una sintaxis parecida como EDLIN aunque estos suelen tener menos funciones o bien más reducidas.